# Cross-Border Inter-Bank Payments System
Транскордонна міжбанківська платіжна система (кит.: 人民幣跨境支付系統, 缩写：CIPS) — платіжна система, яка пропонує клірингові та розрахункові послуги транскордонних платежів у юанях. Це значна інфраструктура фінансового ринку в Китаї. Як і планувалося, CIPS була створена у два етапи. 8 жовтня 2015 року CIPS (фаза I) розпочав роботу. Перша група прямих учасників включала 19 китайських та іноземних банків, які були створені в материковій частині Китаю, та 176 непрямих учасників, які охоплювали 6 континентів та 47 країн та регіонів. 25 березня 2016 року CIPS підписали зі SWIFT меморандум про взаєморозуміння щодо розгортання SWIFT Message Types як безпечного, ефективного та надійного каналу зв'язку для зв'язку CIPS із членами SWIFT, що забезпечить мережу, яка надсилатиме та отримуватиме інформацію про фінансові операції в безпечному, стандартизованому та надійному середовищі у співпраці із фінансовими установами у всьому світі. CIPS іноді називають Китайською міжбанківською платіжною системою[джерело?].
Станом на вересень 2023 року CIPS налічує 1478 учасників, з яких 101 є прямими учасниками, а 1377 — непрямими. Серед непрямих учасників 1018 учасників з Азії (в тому числі 564 з материкового Китаю), 240 з Європи, 50 з Африки, 30 з Північної Америки, 22 з Океанії та 17 з Південної Америки, які розташовані в 111 країнах і регіонах світу.

## Стандарти та технології
CIPS використовує стандартизований SWIFT та прийнятий як індустріальний стандарт синтаксис фінансових повідомлень і кілька інших технічних стандартів, запроваджених за участі SWIFT.
Серед них:
- ISO 9362: Коди BIC
- ISO 10383: 2003 Securities and related financial instruments—Codes for exchanges and market identification (MIC)
- ISO 13616: IBAN — номери рахунків.
- ISO 15022: 1999 Securities—Scheme for messages (Data Field Dictionary)
- ISO 20022-1: 2004 и ISO 20022-2:2007 Financial services—UNIversal Financial Industry message scheme